# Jackie Pigeaud
Jackie Pigeaud, né le 18 mai 1937 à Saint-Hilaire-des-Loges (Vendée) et mort le 13 novembre 2016 à Orvault (Loire-Atlantique), est un philologue et latiniste français ainsi qu’un historien de la médecine. Il a été titulaire d'une chaire de philologie et littérature latine à l'université de Nantes et est membre honoraire de l'Institut universitaire de France.
L’objet de sa recherche est la relation de l’âme et du corps dans la tradition de la pensée médicale.

## Publications
- (éd.), Théroigne de Méricourt, La Lettre-mélancolie, Lettre adressée en 1801 à Danton (mort en... 1794), transcripte par Jean-Pierre Ghersenzon, Verdier / L'Éther Vague, 2005.
- La Maladie de l’âme : étude sur la relation de l'âme et du corps dans la tradition médico-philosophique antique, thèse de doctorat, publiée en 1981 ; réimpr. avec une nouvelle préface, Paris, Les Belles Lettres, 2006, 590 p.  (ISBN 2-251-32842-4).
- L’Art et le Vivant, Paris, Gallimard, coll. « Nrf essais », 1995, 480 p.  (ISBN 2-07-073135-9).
- Poétiques du corps : aux origines de la médecine, Paris, Les Belles Lettres, coll. « L’Ane d’or », 2008, 706 p.  (ISBN 2251420320).
- Praxitèle, Paris, Éditions Dilecta, 2007, 60 p. (ISBN 978-2-916275-19-2)
- Melancholia : le malaise de l'individu, Paris, Payot, « Manuels Payot », 2008, 272 p.  (ISBN 2228901768).
- Ni l’un ni l'autre. L’Androgyne ou l’Hermaphrodite, Paris, Payot, « Manuels Payot », 2014, 144 p.  (ISBN 9782228910446).

préface à Aristote - l'homme de génie et la mélancolie
Ses travaux ont été traduits en portugais par le médecin et philosophe brésilien Ivan Frias.
Sous sa direction
- Les Épicuriens, Paris, Gallimard, « Bibliothèque de la Pléiade » no 564, 2010